# Nomi-no-Sukune
Nomi-no-Sukune (野見宿禰) est un héros de la mythologie japonaise.

## Tradition mythologique
Dans le Nihon Shoki, l'empereur Suinin est informé de l'existence du courageux Taima-no-Kuehaya (当麻蹴速) que sa force exceptionnelle met à la recherche de quelqu'un avec qui il puisse se mesurer. Le tenno veut apprendre de ses ministres si Taima-no-Kuehaya est le plus fort combattant de l'empire ou s'il est possible de trouver quelqu'un de comparable. Un des ministres s'avance et mentionne un autre combattant courageux, Nomi-no-Sukune de la province d'Izumo. Ce même jour, le Tenno fait chercher Sukune qui arrive à la cour et immédiatement, le septième jour du septième mois de la septième année du règne de Suinin-tennō, s'engage le combat avec Kuehaya. Sukune l'emporte en éclatant à coups de pied les côtes et les lombaires de Kuehaya et le tue ce faisant. Ce n'est pas du sumo moderne, mais c'est considéré comme l'origine du sumo. Pour cette victoire Nomi-no-Sukune obtient les terres de Taima-no-Kuehaya et reste comme serviteur de la cour. Il est un des ancêtres de Sugawara no Michizane.
En outre, selon le Nihon Shoki, après la mort de Hibasu-hime no Mikoto, épouse de Suinin-Tenno, Nomi-no-Sukune, pendant les 32 années du règne de Suinin, utilise des figurines d'argile à la place de sacrifice humain comme mobilier funéraire de telle sorte que le clan des potiers soit responsable de certaines parties des funérailles impériales. Le Nihonshoki rapporte que ces figurines d'argile employées pour la première fois s'appellent des Hani-wa ou encore Tate-mono.

## Adoration

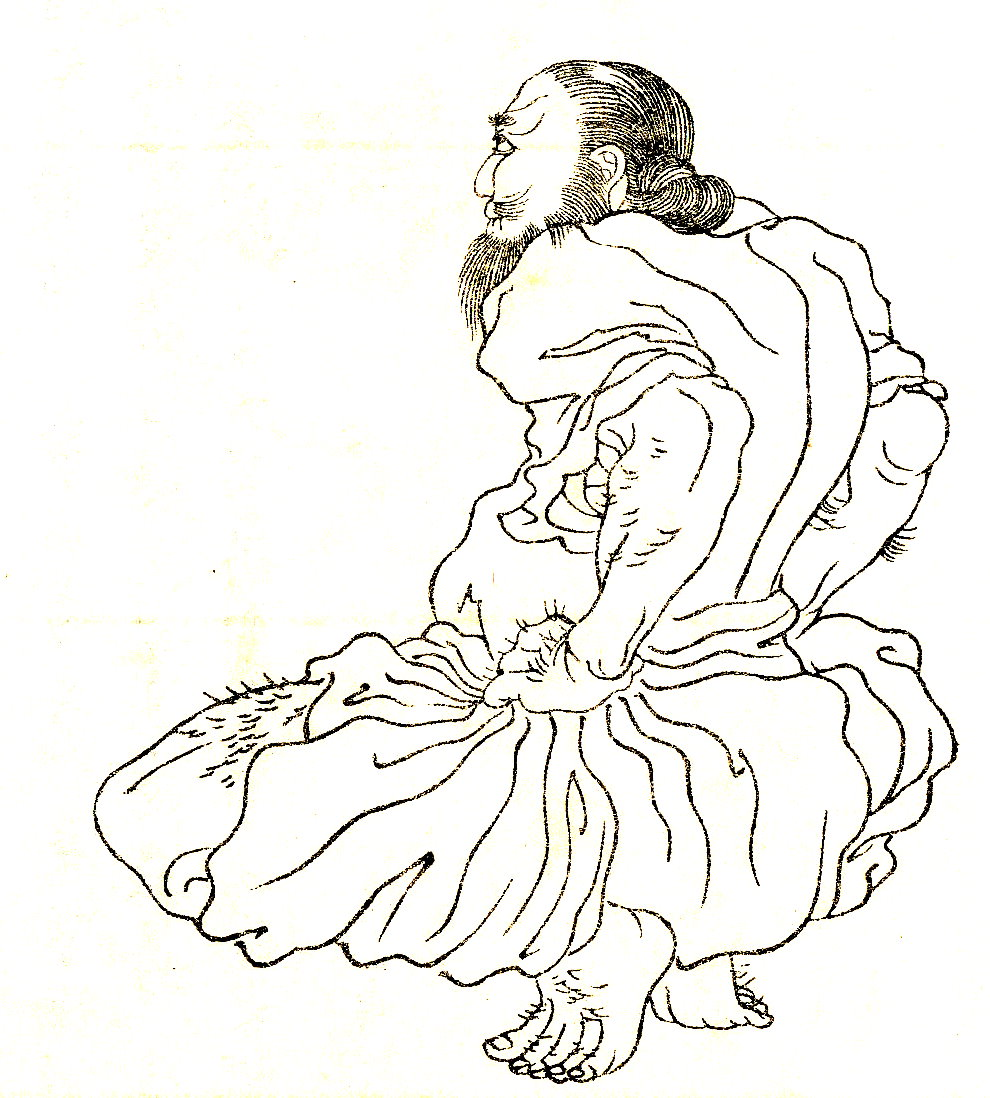
Nomi-no-Sukune par Kikuchi Yōsai.

Nomi-no-Sukune est encore aujourd’hui le saint patron des rikishi (lutteurs sumo). Comme tel, il est vénéré principalement dans un sanctuaire shinto érigé au milieu de l'ère Meiji dans le voisinage du Ryōgoku Kokugikan de Tokyo (emplacement de nombreux Hon-Basho). Les autres sanctuaires sont le Ō-nomi-no-sukune à Tottori et les deux sanctuaires Nomi à Takatsuki.
Dans la plupart des sanctuaires, Nomi-no-Sukune est aussi honoré comme l'ancêtre de la famille Sugawara (également celui de Sugawara no Michizane), parmi lesquels le Tenman-gū à Hōfu, le Dazaifu Tenman-gūà Dazaifu, le sanctuaire Sugawara dans la préfecture de Nara, le sanctuaire Ten dans l'arrondissement de Sumiyoshi à Ōsaka, le sanctuaire Sugawara à Sakai et le sanctuaire Tenman-gū à Ōsaka.